# Кулландер, Свен
Свен Оскар Кулландер (Sven Oscar Kullander, 30 ноября 1952 года, Соллефтео) — шведский ихтиолог.
Кулландер учился в Университете Умео и защитил кандидатскую диссертацию в 1984 году в Стокгольмском университете с темой по таксономии южноамериканских цихлид.
С 1990 года он работал в качестве куратора ихтиологическими и герпетологических коллекций в Шведском музее естественной истории в Стокгольме.
Его научным интересом являются тропические пресноводные рыбы, особенно классификация южноамериканских цихлид, а с 1998 года также азиатские пресноводные рыбы. Он также занимается с находящимися под угрозой исчезновения пресноводными видами рыб в Швеции и координирует деятельность шведской базы данных FishBase.
С 1976 года он написал (частично как соавтор) более 100 научных публикаций, в которых он научно описал ряд новых видов рыб и родов, такие как Bujurquina, Cleithracara, Krobia, Laetacara, Mazarunia и Tahuantinsuyoa.
Кулландер состоял в браке с китайским ихтиологом Fang Fang Kullander(1962—2010).
В честь Кулландера названы виды Astyanax kullanderi и Apistogramma kullanderi.

## Некоторые публикации
- Kullander, S.O. 1983. A revision of the South American Cichlid genus Cichlasoma (Teleostei: Cichlidae). Swedish Museum of Natural History, Stockholm. ISBN 91-86510-01-0
- Kullander, S.O. 1986. Cichlid fishes of the Amazon River drainage of Peru. Department of Vertebrate Zoology, Swedish Museum of Natural History, Stockholm. ISBN 91-86510-04-5
- Kullander, S.O. & H. Nijssen. 1989. The cichlids of Surinam: Teleostei, Labroidei. E.J. Brill, Leiden. ISBN 90-04-09077-0
- Kullander, S.O., T. Stach, H.G. Hansson, B. Delling & H. Blom. 2011. Nationalnyckeln till Sveriges flora och fauna. Ryggsträngsdjur: lansettfiskar – broskfiskar, Chordata: Branchiostomatidae – Chondrichthyes. ArtDatabanken, Uppsala